# Thomas Aikenhead
Thomas Aikenhead (primavera del 1676 - 8 de gener del 1697) va ser un estudiant escocès d'Edimburg que va ser processat i executat als 20 anys acusat de blasfèmia. Aikenhead ha passat a la història per ser considerat l'última persona executada a la Gran Bretanya per aquest motiu. Això va produir-se 85 anys més tard de la mort d'Edward Wightman (1612), l'última persona cremada a la pira acusada d'heretgia a Anglaterra.

## Acusació
Aikenhead va ser acusat el desembre del 1696. L'acusació deia: 
Així ... el presoner va mantenir repetidament, en converses, que la teologia era una rapsòdia de rucades mal inventada, apedaçada en part per doctrines morals o filosòfiques, en part per ficcions poètiques i quimeres extravagants: Així ridiculitzava les sagrades escriptures, anomenant el Llibre d'Esdres de l'Antic Testament faules d'Esdres, en una al·lusió profana a les faules d'Isop; Així, va carregar contra Jesucrist, dient que havia après il·lusionisme a Egipte, permetent-li dur a terme aquestes bromes que van ser anomenades miracles: Així, anomena el Nou Testament la història de Crist l'Impostor; Així, diu que Moisès va ser el millor artista i el millor polític; i prefereix Mahoma a Crist: Així, les Sagrades Escriptures van ser farcides amb tanta bogeria, rucades i contradiccions, que admira l'estupidesa del món per haver estat enganyat durant tant de temps per elles: Així, ell rebutja el misteri de la Trinitat per indigne de refutació; i se'n burla de l'encarnació de Crist.

## Judici i condemna
El cas va ser processat pel Lord Advocate, Sir James Stewart (avi del futur economista jacobita James Steuart, que va demanar la pena de mort per donar exemple a persones que més endavant poguessin expressar aquestes opinions.
Aikenhead va sol·licitar al Consell Privat que consideres les seves "circumstàncies deplorables i la seva tendra edat". A més a més, ell havia oblidat d'esmentar que era el seu primer delicte. Dos ministres i dos Consellers Privats es van mostrar a favor seu, però va ser en va. El 7 de gener, després d'una altra petició, el Consell Privat va sostenir que no pensava concedir cap suspensió, llevat que l'Església d'Escòcia intercedís en favor seu. L'Església, situada a Edimburg en aquell moment, va instar a una "execució vigorosa" per frenar "el que abunda d'impietat i blasfèmia en aquesta terra". La sentència d'Aikenhead va ser confirmada.

## Execució
El 8 de gener del 1697, Thomas va escriure als seus "amics" que "és un principi innat i connatural de tots els homes tenir una inclinació insaciable per la veritat, i de buscar-la com si fos un tresor... Així, com més pensava jo sobre això, més lluny estava de trobar la veritat que buscava.. .". Podria ser que Aikenhead llegís aquesta carta fora de la presó d'Old Tolbooth, abans d'iniciar la llarga marxa a peu, sota vigilància, a la forca situada a la carretera entre Edimburgh i Leith. Es diu que va morir amb una bíblia a la mà, "com una marca del Penitent veritable".
Thomas Babington Macaulay va dir de la mort d'Aikenhead que "els predicadors que van causar la mort del pobre noi, ... insultat el cel amb precs més blasfems que res del que ell hagués pronunciat".
Aikenhead va ser l'última persona penjada per blasfèmia a la Gran Bretanya.